# Figures de mèrit de l'amplificador
En electrònica, les xifres de mèrit d'un amplificador són mesures numèriques que caracteritzen les seves propietats i rendiment. Les xifres de mèrit es poden donar com una llista d'especificacions que inclouen propietats com ara guany, amplada de banda, soroll i linealitat, entre d'altres enumerades en aquest article. Les xifres de mèrit són importants per determinar la idoneïtat d'un amplificador particular per a l'ús previst.

## Guany
El guany d'un amplificador és la relació entre la potència o l'amplitud d'entrada de sortida, i normalment es mesura en decibels. Quan es mesura en decibels, es relaciona logarítmicament amb la relació de potència: G (dB)=10 log(Pout/Pin). Els amplificadors de RF sovint s'especifiquen en termes del guany de potència màxim que es pot obtenir, mentre que el guany de tensió dels amplificadors d'àudio i dels amplificadors d'instrumentació s'especificarà més sovint. Per exemple, un amplificador d'àudio amb un guany donat com a 20 dB tindrà un guany de tensió de deu.
L'ús de la figura de guany de tensió és adequat quan la impedància d'entrada de l'amplificador és molt superior a la impedància de la font i la impedància de càrrega superior a la impedància de sortida de l'amplificador.
Si es comparen dos amplificadors equivalents, l'amplificador amb una configuració de guany més alta seria més sensible, ja que necessitaria menys senyal d'entrada per produir una quantitat determinada de potència.

## Ample de banda
L'amplada de banda d'un amplificador és el rang de freqüències per a les quals l'amplificador ofereix "un rendiment satisfactori". La definició de "rendiment satisfactori" pot ser diferent per a diferents aplicacions. Tanmateix, una mètrica comuna i ben acceptada són els punts de mitja potència (és a dir, la freqüència on la potència baixa a la meitat del seu valor màxim) a la corba de sortida en funció de la freqüència. Per tant, l'amplada de banda es pot definir com la diferència entre els punts de potència inferior i superior. Això també es coneix com a amplada de banda −3 dB . Les amplades de banda (també anomenades "respostes de freqüència") per a altres toleràncies de resposta es comenten de vegades (−1 dB, −6 dB etc.) o "més o menys 1 dB" (aproximadament la diferència de nivell de so que la gent sol detectar).
El guany d'un amplificador d'àudio de gamma completa de bona qualitat serà essencialment pla entre 20 Hz a uns 20 kHz (el rang de l'oïda humana normal). En el disseny d'un amplificador d'alta fidelitat, la resposta de freqüència de l'amplificador s'hauria d'estendre considerablement més enllà d'això (una o més octaves a cada costat) i podria tenir −3 dB punts < 10 Hz i > 65 kHz . Els amplificadors professionals de gira sovint tenen filtres d'entrada i/o sortida per limitar dràsticament la resposta de freqüència més enllà de 20 Hz-20 kHz ; massa de la potència potencial de sortida de l'amplificador es malgastaria en freqüències infrasòniques i ultrasòniques, i augmentaria el perill d'interferències de ràdio AM. Els amplificadors de commutació moderns necessiten un filtrat de pas baix a la sortida per eliminar el soroll i els harmònics de commutació d'alta freqüència.
El rang de freqüència sobre el qual el guany és igual o superior al 70,7% del seu guany màxim s'anomena ample de banda.

## Eficiència
L'eficiència és una mesura de la quantitat de la font d'alimentació que s'aplica de manera útil a la sortida de l'amplificador. Els amplificadors de classe A són molt ineficients, en el rang del 10 al 20% amb una eficiència màxima del 25% per a l'acoblament directe de la sortida. L'acoblament inductiu de la sortida pot augmentar la seva eficiència fins a un màxim del 50%.
L'eficiència de drenatge és la relació entre la potència de RF de sortida i la potència de CC d'entrada quan la potència de CC d'entrada primària s'ha alimentat al drenatge d'un transistor d'efecte de camp. D'acord amb aquesta definició, l'eficiència de drenatge no pot superar el 25% per a un amplificador de classe A que es subministra corrent de polarització de drenatge a través de resistències (perquè el senyal de RF té el seu nivell zero al voltant del 50% de la DC d'entrada). Els fabricants especifiquen eficiències de drenatge molt més altes, i els dissenyadors són capaços d'obtenir eficiències més elevades proporcionant corrent al drenatge del transistor a través d'un inductor o un bobinat del transformador. En aquest cas, el nivell zero de RF està a prop del rail de corrent continu i oscil·larà tant per sobre com per sota del rail durant el funcionament. Mentre que el nivell de tensió està per sobre, el corrent del carril de CC és subministrat per l'inductor.

## Linealitat
Un amplificador ideal seria un dispositiu totalment lineal, però els amplificadors reals només són lineals dins dels límits.
Quan s'augmenta la unitat de senyal a l'amplificador, la sortida també augmenta fins que s'arriba a un punt on una part de l'amplificador es satura i no pot produir més sortida; això s'anomena retall i provoca una distorsió.

## Soroll
Aquesta és una mesura de la quantitat de soroll que s'introdueix en el procés d'amplificació. El soroll és un producte indesitjable però inevitable dels dispositius i components electrònics; també, molt soroll resulta d'economia intencionada de fabricació i temps de disseny. La mètrica del rendiment de soroll d'un circuit és la xifra de soroll o el factor de soroll. La xifra de soroll és una comparació entre la relació senyal de sortida a soroll i el soroll tèrmic del senyal d'entrada.